# Armand Jean Le Bouthillier de Rancé

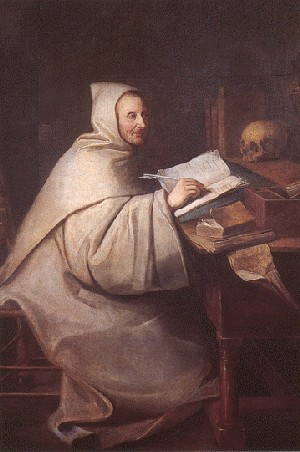
L'abate Rancé

Armand Jean Le Bouthillier de Rancé (Parigi, 9 gennaio 1626 – Soligny-la-Trappe, 27 ottobre 1700) è stato un abate francese, riformatore dell'Ordine cistercense e fondatore di quello dei monaci Trappisti.

## Biografia
Secondogenito di Denis Le Bouthillier, Signore di Rancé e Consigliere di Stato, dopo la morte del fratello maggiore, pur senza vocazione, venne avviato alla carriera ecclesiastica per conservare alla sua famiglia i numerosi benefici resisi vacanti: ricevuta la tonsura, fu canonico del capitolo di Notre-Dame di Parigi, Abate Commendatario di numerosi monasteri (tra cui quello di Notre-Dame de la Trappe) e venne ordinato sacerdote nel 1651.
Si era distinto precocemente negli studi umanistici e, all'età di dodici anni, aveva pubblicato un'edizione critica dei versi di Anacreonte, dedicata al suo padrino, il cardinale de Richelieu.
Lo zio, arcivescovo di Tours, intendeva farne il suo coadiutore e lo nominò arcidiacono.
Ben inserito negli ambienti mondani della capitale francese, rimase profondamente colpito dalla scomparsa della duchessa di Montbazon (1657) e poi da quella del duca Gastone d'Orléans (1660), di cui era elemosiniere: abbandonò la sua vita dissoluta e, convertitosi, si ritirò in penitenza presso gli oratoriani.
Nel 1662 entrò come novizio tra i cistercensi di Notre-Dame de la Trappe, in Normandia, i quali lo elessero abate nel 1664. Nonostante le dure resistenze dei confratelli, introdusse nell'abbazia una regola particolarmente rigorosa, applicata con intransigenza (il che gli valse il soprannome di Abbé Tempête); la regola fu inizialmente giudicata con sfavore dalla curia, ma venne approvata nel 1678. Ufficialmente e definitivamente convalidata dopo la sua morte nel 1705, essa venne adottata da tutti i cistercensi di stretta osservanza (o riformati), che assunsero il nome di trappisti.
Rancé sostenne una polemica particolarmente aspra contro la Congregazione benedettina dei Maurini e Jean Mabillon, difensori del diritto dei monaci a coltivare gli studi. Il suo epistolario e le numerose opere di pietà, oltre al successo della sua riforma, testimoniano l'influenza sulla spiritualità dell'epoca. La sua singolare figura storica fu l'argomento della Vita di Rancé (1884), ultima opera dello scrittore François-René de Chateaubriand. La sua regola in parte modificata è tuttora attuata nei monasteri trappisti.